# Google Knowledge Graph

Przykład panelu wiedzy dla zapytania "Thomas Jefferson"

Google Knowledge Graph – baza wiedzy będąca własnością Google. Technologia ta ma na celu ułatwienie dostępu do informacji, m.in. poprzez poprawę jakości wyników wyszukiwania kontekstowego oraz selekcję możliwie najistotniejszych treści.

## Historia
Wdrażanie interfejsu Google Knowledge Graph do wyszukiwarki rozpoczęto 16 maja 2012 roku (Stany Zjednoczone), 4 grudnia 2012 wprowadzono kolejnych 7 języków: francuski, niemiecki, hiszpański, rosyjski, japoński, portugalski oraz włoski. Obsługa języka polskiego ukazała się w maju 2013 roku. Dostarczał on przejrzystego i graficznie uporządkowanego podsumowania informacji dotyczących zapytania wraz z odnośnikami do szczegółowych informacji. Miało to wyeliminować konieczność przeglądania stron spośród wyników wyszukiwania, celem pozyskania elementarnych informacji dotyczących danego zagadnienia. Google Knowledge Graph jest również wykorzystywany przez aplikację Google Now w odpowiedziach głosowych.

## Rodzaje treści w Google Knowledge Graph
Google Knowledge Graph agreguje różnego rodzaju informacje z szerokiej gamy źródeł. Do najczęściej spotykanych typów treści należą:
- Biografie: Google Knowledge Graph może dostarczać szczegółowe informacje na temat znanych osób, takich jak aktorzy, politycy, sportowcy i inni. Można tam znaleźć daty urodzenia i śmierci, ważne osiągnięcia, informacje o karierze i inne istotne szczegóły.
- Firmy i organizacje: Informacje o firmach i organizacjach, takie jak ich siedziba, data założenia, kluczowe osoby, produkty i usługi, są również często dostępne.
- Geografia: Informacje geograficzne, takie jak dane o krajach, miastach, górach, rzekach, zabytkach, a także mapy i zdjęcia.
- Media: Informacje na temat filmów, książek, gier, muzyki, w tym recenzje, daty wydania, twórcy, obsada, fabuła i inne.
- Wydarzenia historyczne: Google Knowledge Graph oferuje również informacje na temat ważnych wydarzeń historycznych, w tym daty, lokalizacje, krótkie opisy i uczestnicy.

Powyższe typy treści wyświetlane są w wynikach wyszukiwania Google w Google Knowledge Panel czyli graficznym interfejsie, który wykorzystuje informacje zgromadzone przez Google Knowledge Graph. Może on przyjmować różne formy w zależności od rodzaju zapytania, ale generalnie dostarcza on skoncentrowane i użyteczne informacje, które mają na celu odpowiedź na pytanie użytkownika bez konieczności odwiedzania innej strony. 

## Knowledge Graph a Wikipedia
Według różnych źródeł, Google Knowledge Graph przyczynił się do spadku liczby odsłon stron, z których pobierał informacje, między innymi Wikipedii. Należy mieć także na uwadze, że nie wszystkie dane pobierane są z Wikipedii, przez co można niekiedy obserwować rozbieżności Google Knowledge Graph oraz Wikipedii.